# Tusquets Editores
Pour les articles homonymes, voir Tusquets.
Tusquets Editores est une maison d'édition espagnole fondée en 1969 par Beatriz de Moura et Òscar Tusquets qui a publié des œuvres d'auteurs écrivant en langue espagnole, tels que Octavio Paz, Gabriel García Márquez, Julio  Cortázar, Mario Vargas Llosa, Adolfo Bioy Casares, Jorge Luis Borges et Almudena  Grandes, et des œuvres d'auteurs étrangers traduites en espagnol, tels que Milan Kundera, Italo Calvino, Albert Camus, Haruki Murakami, Georges Bataille, Henry James,,,.
Tusquets Éditeurs attribue le Prix Tusquets Editores du roman depuis l'an 2005, attribué pour un roman en castillan. De 1977 à 2004, le prix La Sonrisa Vertical pour une œuvre érotique était également attribué.
En 2012 Tusquets Editores s'est associé au Grupo Planeta.